# Spertijd van Nanbing
Spertijd van Nanbing of Nanbingwanzhong is een Standaardmandarijns lied. Het werd voor het eerst gezongen door de Chinese zangeres Cui Ping. Het lied was zeer populair in Hongkong en Taiwan tijdens de jaren zestig van de twintigste eeuw.
Nanbingwanzhong is een gebied vlak bij het Hangzhou Xi Hu en wordt beschouwd als een van de tien mooiste gebieden van Hangzhou Xi Hu.

## De tekst van het lied, intraditioneel Chinees
我匆匆地走入森林中
森林它一叢叢
我找不到他的行蹤
只看到那樹搖風
我匆匆地走在森林中
森林它一叢叢
我看不到他的行蹤
只聽到那南屏鐘
南屏晚鐘 隨風飄送
它好像是敲呀敲在我心坎中
南屏晚鐘 隨風飄送
它好像是吹呀吹醒我相思夢
它吹醒了我的相思夢
相思有什麽用
我走出了叢叢森林
又看到了夕陽紅

## De tekst van het lied, invereenvoudigd Chinees
我匆匆地走入森林中
森林它一丛丛
我找不到他的行踪
只看到那树摇风
我匆匆地走在森林中
森林它一丛丛
我看不到他的行踪
只听到那南屏钟
南屏晚钟 随风飘送
它好像是敲呀敲在我心坎中
南屏晚钟 随风飘送
它好像是吹呀吹醒我相思梦
它吹醒了我的相思梦
相思有什么用
我走出了丛丛森林
又看到了夕阳红

## De tekst van het lied, inHanyu Pinyin
wǒ cōng cōng de zǒu rù sēn lín zhōng
sēn lín tā yī cóng cóng
wǒ zhǎo bù dào tā de xíng zōng
zhī kàn dào nǎ shù yáo fēng
wǒ cōng cōng de zǒu zài sēn lín zhōng
sēn lín tā yī cóng cóng
wǒ kàn bù dào tā de xíng zōng
zhī tīng dào nǎ nán bǐng zhōng
nán bǐng wǎn zhōng suí fēng piāo sòng
tā hǎo xiàng shì qiāo ya qiāo zài wǒ xīn kǎn zhōng
nán bǐng wǎn zhōng suí fēng piāo sòng
tā hǎo xiàng shì chuī ya chuī xǐng wǒ xiāng sī mèng
tā chuī xǐng le wǒ de xiāng sī mèng
xiāng sī yǒu shí me yòng
wǒ zǒu chū le cóng cóng sēn lín
yòu kàn dào le xī yáng hóng

## Vertaling
Ik ren snel het bos in.
Het bos is een collectie.
Ik kan zijn voetafdruk niet vinden.
Alleen de wind door die bomen i te zien.
Ik ren snel het bos in.
Het bos is een collectie.
Ik kan zijn voetafdruk niet vinden.
Alleen de klok van Nanbing is te horen.
De spertijd van Nanbing. De wind volgend weg bezorgd worden.
Het lijkt heel erg op mijn hart harder te doen kloppen.
De spertijd van Nanbing. De wind volgend weg bezorgd worden.
Het lijkt heel erg op dat ik uit mijn droom wordt geblazen.
Hij/Zij/Het blaast mij wakker uit mijn droom die we samen hebben.
Het wederzijdse dromen is nutteloos.
Ik ren het bos dat uit collecties bestaat uit.
Weer zie ik het avondrood van de zon.